# フランチェスコ・マジョット
フランチェスコ・フェデーリ、通称、マジョット（Francesco Maggiotto、本名:Francesco Fedeli、1738年 - 1805年9月13日）はイタリアの画家である。歴史画、風俗画を描き、ヴェネツィア美術アカデミーの教授、校長を務めた。

## 略歴
ヴェネツィアに生まれた。父親のドメニコ・フェデーリ(Domenico Fedeli、1713–1794) はジョヴァンニ・バッティスタ・ピアッツェッタの弟子として知られる画家で、父親の通称のマジョットを引き継ぎ、フランチェスコ・マジョットと呼ばれる。
父親の画風を引き継ぎ、ピアッツェッタやジャンバッティスタ・ピットーニ、ジョヴァンニ・バッティスタ・ティエポロ、フランチェスコ・ツッカレリといったヴェネツィアの画家たちから影響を受けた。当時、人気のあった風俗画の画家、ピエトロ・ロンギのスタイルの風俗画を描くこともあったが風刺的ではなかったとされる。
1771年にヴェネツィア美術アカデミーの教授となり、1790年に校長になった。この時期にアカデミーで学んだ学生にはラッタンツィオ・ケレナ(Lattanzio Querena)やカルロ・ベヴィラクァ(Carlo Bevilacqua)、ナターレ・スキアヴォーニ、フランチェスコ・アイエツらがいる。フランス革命後の1796年に、ヴェネツィアの美術品の美術品の監督官（ispettore alle pubbliche pitture di Venezia"）を務めた。
マジョットの作品はジョヴァンニ・ヴォルパトのような版画家によって版画にされ出版された。

## 作品

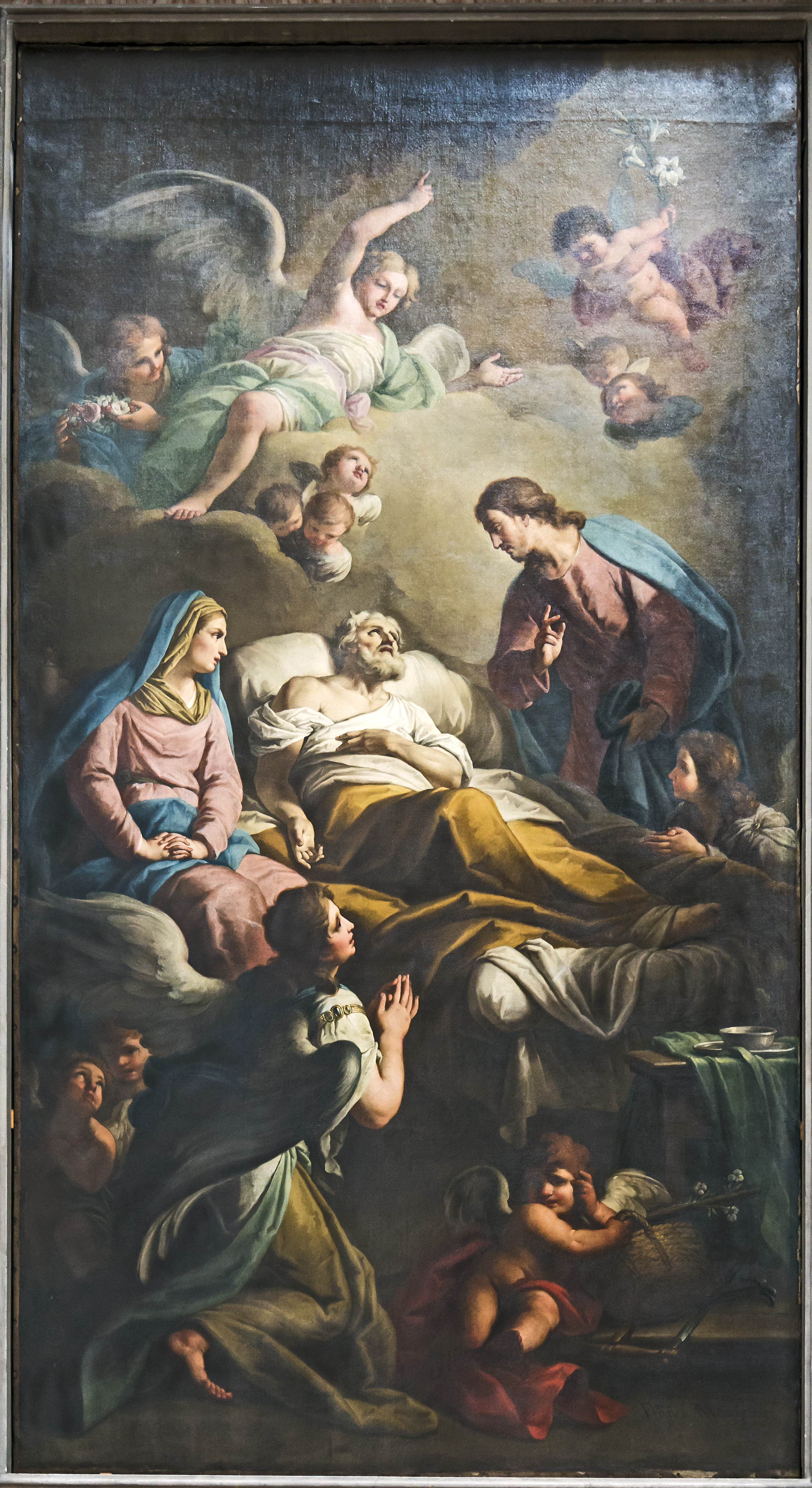
聖ヨセフの死 (1805)-サン ジェレミア教会の壁画
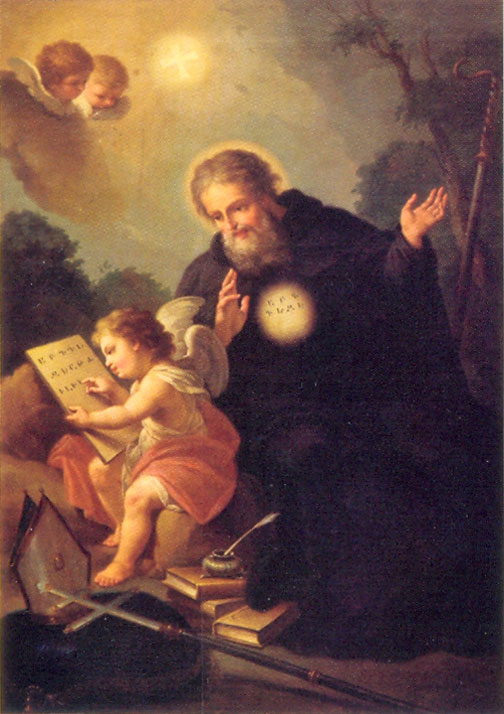
メスロプ・マシュトツ
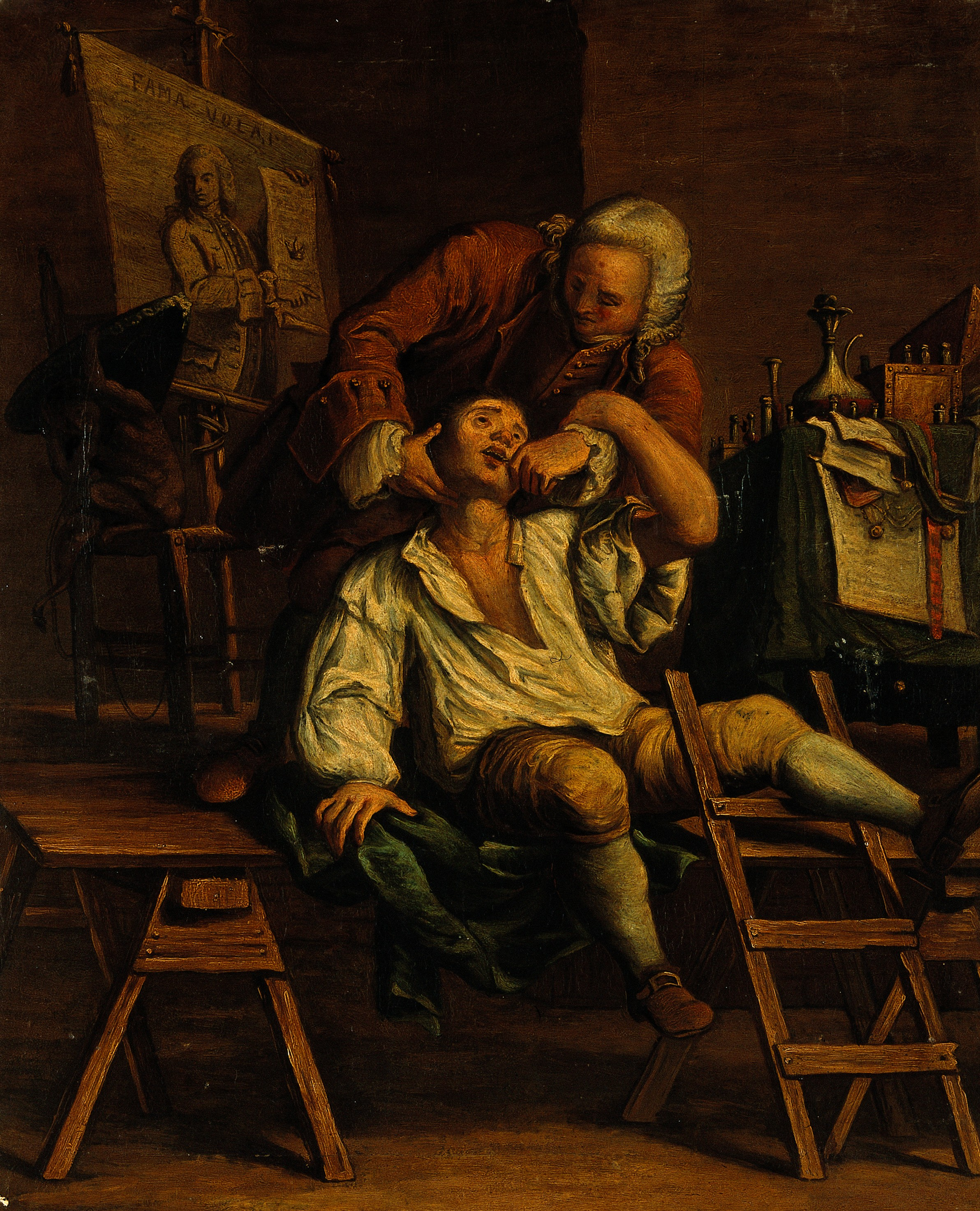
抜歯する歯医者
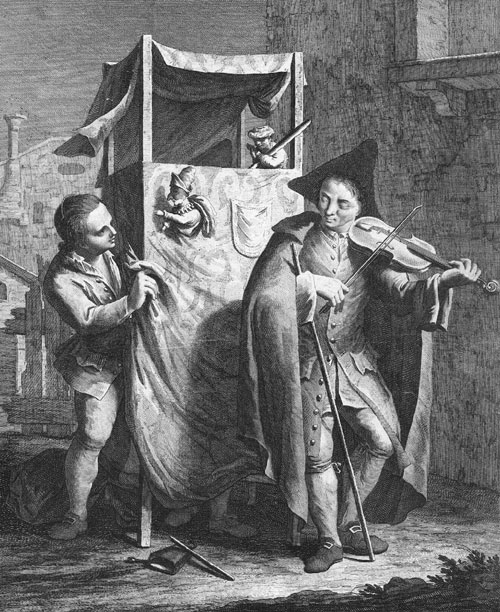
人形劇-マジョットの原画による版画